# Bumi Harjo (Batanghari)
Bumi Harjo is een bestuurslaag in het regentschap Lampung Timur van de provincie Lampung, Indonesië. Bumi Harjo telt 5160 inwoners (volkstelling 2010).